# Basketball Arena
Basketball Arena er en midlertidig idrætshal i London, der blev bygget i perioden fra oktober 2009 til juni 2011, til afholdelse af basketball, kørestolsbasketball, kørestolsrugby og håndbold ved Sommer-OL og Sommer-PL i London i 2012.
Efter OL bliver hallen revet ned igen, men nogle af materialerne forventes at blive genbrugt andre steder i landet. Det er en af de største, midlertidige arenaer, der nogensinde er blevet bygget i forbindelse med et OL. 